# Балласт (Куворден)
Балласт (нід. Ballast) — селище в нідерландській провінції Дренте. Входить до муніципалітету Куворден.
Його площа становить 0,62 км², а населення станом на 2021 рік складало 1 595 осіб.